# Dhrá
Dhrá (Drah, Dhra‘à), auch Kala, Codo, war ein marokkanisches Längenmaß. Das Maß galt im Arabischen als Elle. Der Name Codo geht auf die spanische Elle Codo zurück.
- 1 Dhrá = 8 Domin (Tonnien/Tomin)/Achtel = 253,122 Pariser Linien = 0,571 Meter